# Черио, Эдвин

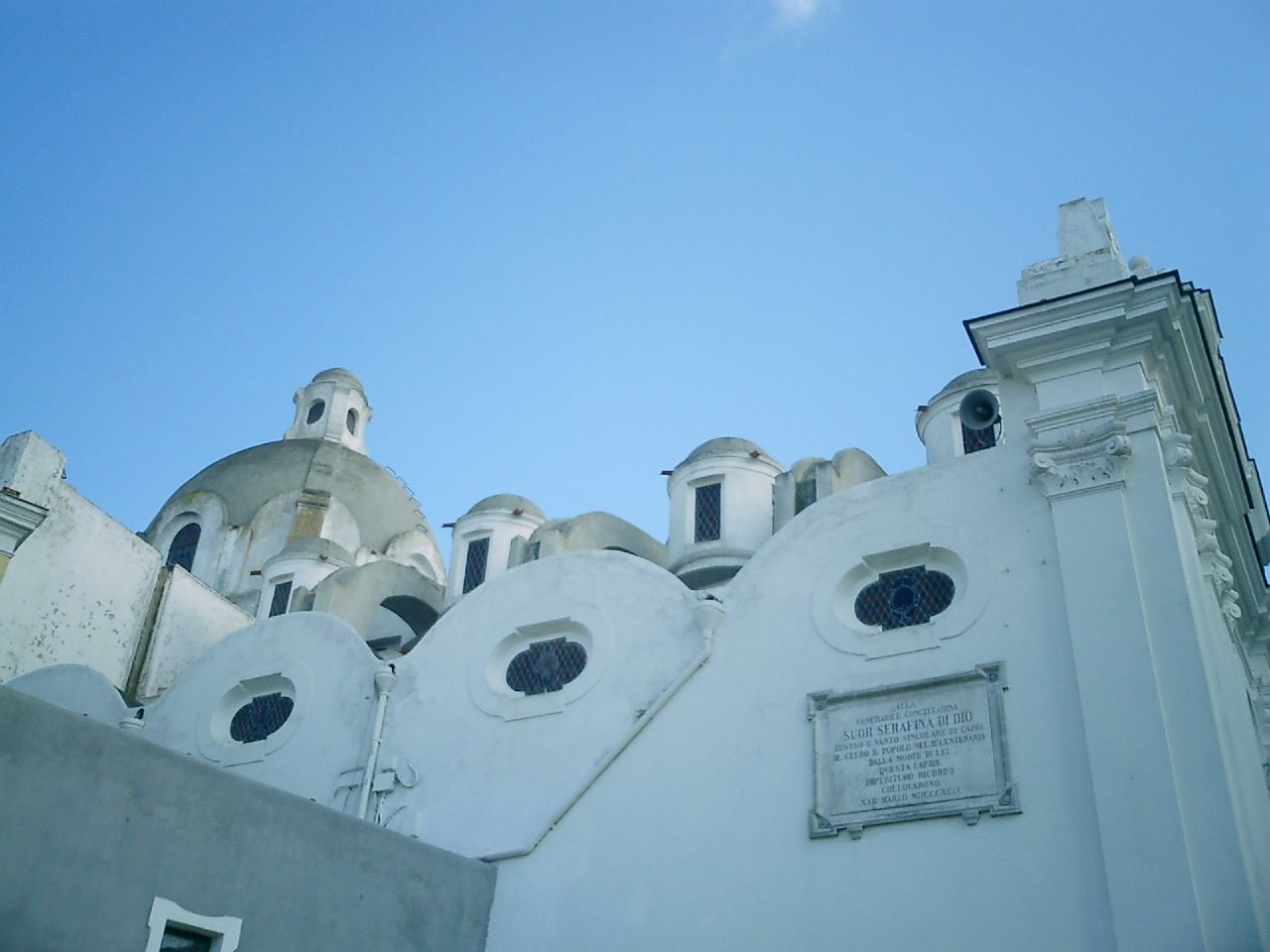
Капри. Собор Св. Стефана

Эдвин Черио (итал. Edwin Cerio, 28 июня 1875, Капри — 24 января 1960, Капри) — итальянский писатель, инженер, краевед, учёный-натуралист.

## Биография
Отец — известный на Капри врач, археолог-любитель Иньяцио Черио (1841—1921), мать — англичанка, художница. Свободно говорил на шести языках. Получил диплом инженера-кораблестроителя, работал в Киле на компанию Круппа, затем строил корабли в Италии, Германии, Аргентине. С началом Первой мировой войны оставил карьеру кораблестроителя, вернулся на Капри, занялся журналистикой и литературой. Выпускал интернациональный литературный журнал. Был избран мэром города Капри (1920—1923). Стал своеобразным центром и достопримечательностью городской жизни, оказал большое влияние на культурную и общественную атмосферу острова, подчеркивая его неповторимый дух и стиль, всячески препятствуя их коммерциализации. Занимался исследованием каприйской флоры и фауны, историей и архитектурой Капри, написал об этом несколько книг, среди которых наиболее известна «Капри под маской» (англ. The Masque of Capri, London, 1957, переизд. 2000). Книги Черио переведены на несколько европейских языков.
В 1950 году на одной из его вилл жил Пабло Неруда.